# Družba svetega Vincencija Pavelskega
Družba svetega Vincencija Pavelskega je mednarodna katoliška dobrodelna organizacija, ustanovljena leta 1833 v Parizu. Ime je dobila po svetniku Vincenciju Pavelskem.
Leta 1833 je Frédéric Ozanam kot študent z ostalimi mladimi v Parizu ustanovil prvo konferenco po načelih svetega Vincencija Pavelskega. Okoli šest se jih je v ta namen zbralo v prostorih Emmanuela Baillyja, urednika časnika Tribune catholique. Posvetili so se krščanski ljubezni do ubožcev. Leta 1936 je bilo po svetu 13.000 konferenc in 200.000 članov. Družba je poudarjala svojo skrb za revne, bolne in sirote. Borila se je tudi proti t.i. »divjim zvezam«, življenju parov in njihovih otrok v izvenzakonskih skupnostih. Pravilo je določalo, da morata biti predsednik in blagajnik vsake Vincencijeve družbe laika.

## Avstrija
Leta 1939 so bile na Dunaju in nižjem Avstrijskem razpuščene vse Vincencijeve družbe. Njihovo premoženje v vrednosti nekaj milijonov mark so zaplenili in izročili nemški dobrodelni nacionalsocialistični organizaciji Volkswohlfahrt.

## Slovenija

### Vincencijeva družba
Kanonik in profesor Janez Gogala (prvi predsednik) in profesor Josip Kromberger (prvi tajnik) sta v Ljubljani, pri stolni cerkvi sv. Nikolaja, 24. aprila 1876 ustanovila Vincencijevo družbo (Družbo sv. Vincencija Pavlanskega), ki je organizirala skupine, imenovane Vincencijeve konference. Leta 1921 je v Sloveniji delovalo 14 konferenc. Pred 2. svetovno vojno je bila najuglednejša dobrodelna ustanova v Ljubljani.
Bila je t.i. bratstvo, torej so bili člani le moški. Svoj praznik so obhajali 20. aprila, na god sv. Vincencija Pavelskega. Vodili so Marijanišče, največjo deško sirotnišnico v Sloveniji, in več zavetišč za otroke (v Ljubljani in Tržiču). Pred 1. svetovno vojno so organizirali tečaje za bolniške strežnice. Veljajo za začetnike organiziranega izobraževanja bolničarjev v Sloveniji, s čimer so začeli leta 1908.

#### Kritike
Liberalni mediji so jih med drugim obtožili, da ne sprejemajo darov od naprednjakov in tistih, ki so odpovedali naročnino na časopis Slovenec, da dajejo denar za maše, da njihovo zavetišče stane toliko, kot privatna oskrba, varovancem pa dajejo pokvarjeno hrano ter da s poskusom gospodarske in politične osvojitve Tržiča deluje proti načelom sv. Vincencija.

### Društvo prostovoljcev Vincencijeve zveze dobrote
Leta 1994 so duhovniki Misijonske družbe, lazaristi, začeli ustanavljati Vincencijeve konference. Tri od njih so se povezale v Društvo prostovoljcev Vincencijeve zveze dobrote, ki ima od leta 2006 status humanitarne organizacije. Deluje v Ljubljani in na Mirenskem Gradu, kjer ima sedež. Velik poudarek daje skrbi za brezdomce.